# Xã Fabius, Michigan
Xã Fabius (tiếng Anh: Fabius Township) là một xã thuộc quận St. Joseph, tiểu bang Michigan, Hoa Kỳ. Năm 2010, dân số của xã này là 3.248 người.